# Haqhel
La prescription du haqhel (hébreu : מצוות הקהל Mitzvat Haqhel) commande de rassembler tout le peuple d'Israël à la fin de l'année sabbatique dans le Temple de Jérusalem, afin que le roi lise devant eux des passages du Deutéronome.